# Piet Hobin
Piet Hobin (Antwerpen, 27 juli 1897 – 1971) was een Belgisch bokser.

## Levensloop
In juni 1921 won hij te Parijs de IBU-titel bij de weltergewichten tegen de Fransman Francois Charles, een titel die hij succesvol verdedigde in september 1922 te Antwerpen tegen de Brit Fred Davies. In april 1923 verloor hij deze titel aan de Brit Billy Mack, nadat Hobin werd gediskwalificeerd wegens een lage slag. In mei van datzelfde jaar heroverde hij zijn titel tegen de Fransman Raymond Porcher. 
In februari 1924 verdedigde hij te Barcelona zijn titel succesvol tegen de Spanjaard Ricardo Alis. 
Op 19 augustus van hetzelfde jaar gaat hij in het Antwerps Rubenspaleis het gevecht aan met Len Johnson welk eindigde als onbeslist in het gevecht maar met winst op de punten in het voordeel van Hobin. Dit werd door de entourage van Johnson natuurlijk anders gezien.
In september 1925 verloor hij zijn titel na een forfait tegen de Italiaan Mario Bosisio nadat hij er niet in was geslaagd zijn gewicht te behalen.